# Nagy-Küküllő
Le comitat de Nagy-Küküllő (Nagy Küküllő vármegye en hongrois, comitatul Târnava Mare en roumain, Komitat Groß-Kokelburg en allemand, comitatus Kukoliensis en latin, d'après le nom de la rivière Grande Târnava) est un comitat du royaume de Hongrie qui a existé après 1867 et jusqu'en 1918. Son chef-lieu était la ville de Segesvár, de nos jours Sighișoara, dans le județ de Mureș, en Roumanie.

## Géographie
Le comitat de Nagy-Küküllő avait une superficie de 3 337 km2 pour une population de 148 826 habitants en 1910 (densité : 44,6 hab/km2). Il s'étendait dans le sud du plateau de Transylvanie et était baigné par la Târnava Mare. La rivière Olt formait sa limite sud.
Il était limité au nord par ls comitats de Kis-Küküllő et Udvarhely, à l'est par le comitat de Háromszék, au sud par les comitats de Brassó de Fogaras et Szeben.

## Histoire
Un comitat de Küküllő (soit « des Pruniers ») a existé en principauté de Transylvanie entre le XIIIe siècle et 1711 lorsque l'empereur Charles III d'Autriche établit de nouveaux Bezirke. En 1867, le Compromis austro-hongrois supprime la principauté de Transylvanie et peu après, partage le territoire de l'ancien comitat de Küküllő entre les nouveaux comitats de Nagy-Küküllő (au sud) et de Kis-Küküllő (au nord) dans le cadre de la couronne hongroise.
En décembre 1918, il a été intégré au royaume de Roumanie, ce qui fut confirmé par le traité de Trianon en 1920. Il est devenu alors le județ de Târnava Mare qui a cessé d'exister le 6 septembre 1950, à la suite de la réforme administrative communiste qui l'a englobé dans la région de Staline, ensuite devenue région de Brașov. Après une nouvelle réforme administrative du territoire de la Roumanie en 1968, il disparaît : sa partie centrale avec Sighișoara est intégrée dans le județ de Mureș, le sud-est a rejoint le județ de Brașov et l'ouest le județ de Sibiu.

## Subdivisions
Le comitat de Nagy-Küküllő était composé de deux districts urbains et de cinq districts ruraux.
| District | Chef-lieu |
| -------- | --------- |
| Medgyes  | Medgyes   |
| Segesvár | Segesvár  |

| District   | Chef-lieu  |
| ---------- | ---------- |
| Kőhalom    | Kőhalom    |
| Medgyes    | Medgyes    |
| Nagysink   | Nagysink   |
| Segesvár   | Segesvár   |
| Szentágota | Szentágota |

## Démographie
En 1900, le comitat comptait 145 138 habitants dont 61 779 Roumains (42,57 %), 61 769 Allemands (42,56 %) et 17 139 Hongrois (11,81 %).
En 1910, le comitat comptait 148 826 habitants dont 62 224 Allemands (41,81 %), 60 381 Roumains (40,57 %) et 18 474 Hongrois (12,41 %).